# Kuyucak, Dodurga
Kuyucak là một xã thuộc huyện Dodurga, tỉnh Çorum, Thổ Nhĩ Kỳ. Dân số thời điểm năm 2010 là 132 người.